# Kefalonia
Kefalonia (neugriechisch Κεφαλονιά [kʲɛfalɔˈnja], altgriechisch Κεφαλληνία, Kephallēnía, italienisch Cefalonia und früher teilweise Cefalogna) ist eine griechische Insel am Ausgang des Golfs von Patras. Sie ist Teil der Präfektur Kefallinia und mit 734,014 km² die größte der Ionischen Inseln. 
Kefalonia hatte zwischen 1991 und 2001 nach vielen Jahren der Landflucht eine starke Bevölkerungszunahme (mit 21,9 % zweithöchster Wert in Griechenland) durch Zuwanderung zu verzeichnen. Heute leben zirka 40.000 Einwohner auf der Insel.
Während der größte Ort Argostoli an der Südwestküste das administrative und wirtschaftliche Zentrum und stark verstädtert bis in die Vororte ist, findet sich das ursprüngliche Kefalonia vornehmlich auf der Halbinsel Paliki mit dem Hauptort Lixouri. Dort befinden sich auch zahlreiche Strände, darunter der Sandstrand Xi, der Strand Petani und der abgelegene Strand Fteri.
Die höchste Erhebung ist der Berg Enos mit 1.628 m über dem Meeresspiegel. Kefalonia ist touristisch gut erschlossen und wird im Sommer hauptsächlich von Briten besucht. Viele Italiener nutzen die Gewässer um die buchtenreiche Insel als Bootsrevier. Von Juni bis September sind die Übernachtungszahlen am höchsten, ab Oktober sind vor allem Athener zu Gast.

## Geographie

### Lage
Kefalonia ist die größte Ionische Insel und zugleich die militärisch wichtigste, da sie den Golf von Patras und damit auch die Einfahrt in den Isthmus von Korinth versperrt. Sie ist überwiegend gebirgig, die höchste Erhebung ist der 1628 m hohe Berg Enos.

### Geologie
Die Insel gehört weitgehend zur präapulischen Zone und wird von Eozän-Kalkstein dominiert, auf der westlichen Halbinsel Paliki gibt es auch Sandstein. Im südöstlichen Teil finden sich Brekzien und Schiefer, auch kleine und stripartige Formationen von Ammonitico Rosso kommen vor. Der zentrale Teil der Insel wird von der Enos-Gebirgskette dominiert, die von Kreide-Dolomiten und Kalkstein geprägt ist.

## Geschichte

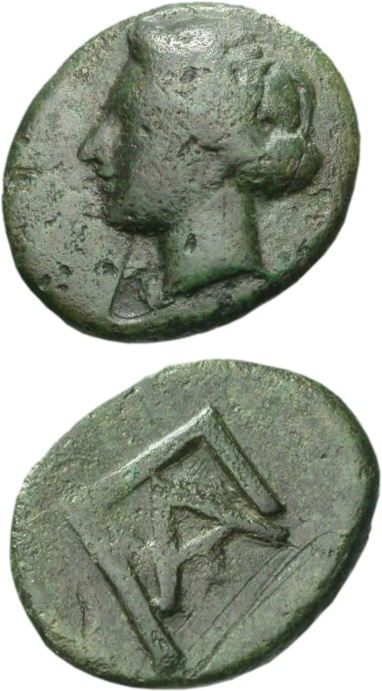
Kupfermünzen aus der antiken Stadt Pale

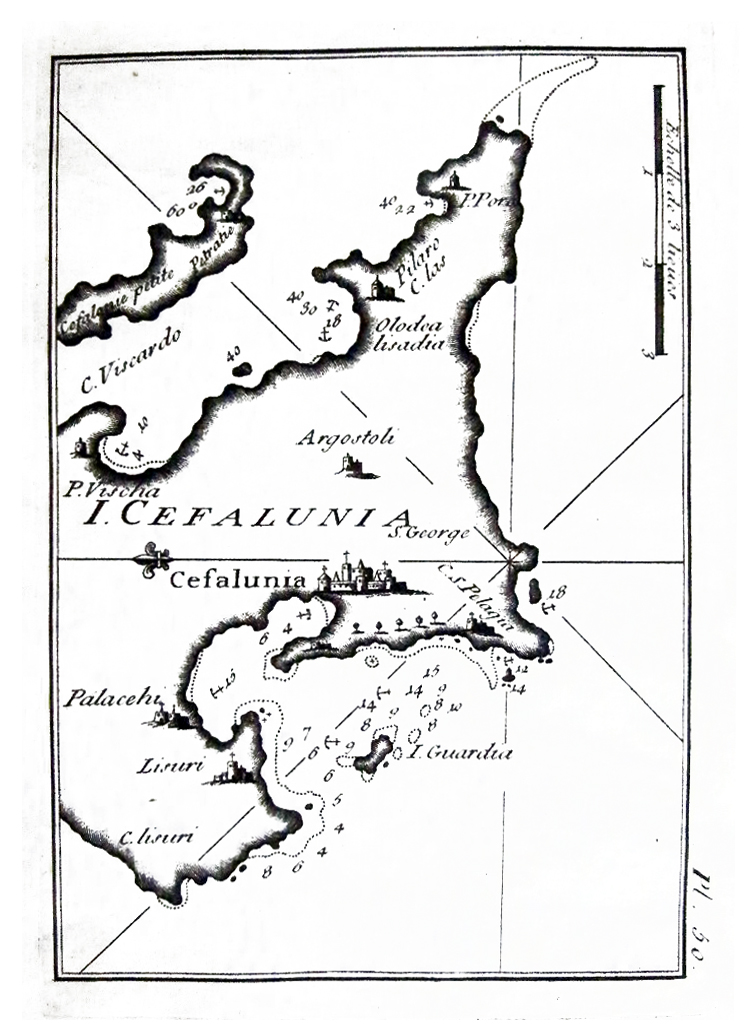
Karte von Joseph Roux (1764)

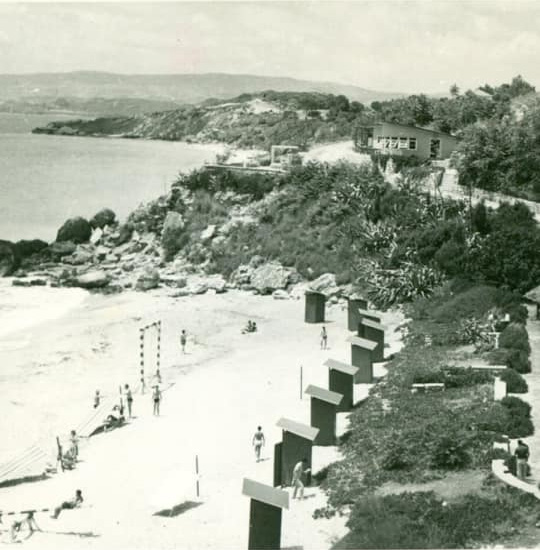
Badevergnügen in der Nähe von Argostoli (1930)

Kefalonia war bereits vor 110.000 bis 35.000 Jahren von Neandertalern besiedelt; belegt ist dies durch Steinwerkzeuge.
Es gibt seit der Antike Vermutungen, dass Kefalonia mit der in der Odyssee zum Besitz des Odysseus gerechneten Insel Same übereinstimmt, aber auch das homerische Dulichion wurde oft mit Kefalonia gleichgesetzt. Eine Studie aus dem Jahr 2018 versucht die These zu stützen, nach der Kefalonia mit der Heimatinsel des Odysseus, der homerischen Insel Ithaka übereinstimmt. Aus der mykenischen Zeit sind Funde erhalten, darunter ein großes, reich ausgestattetes Kuppelgrab bei Tzanata, das alle Grabbauten dieser Phase auf den Ionischen Inseln und im Nordwesten der Peloponnes übertrifft.
Im 6. und 5. Jahrhundert v. Chr. gehörte die Insel zum Einflussbereich von Korinth, wurde aber um 375 v. Chr. durch den Feldherrn Timotheus zum Anschluss an den von Athen dominierten Attischen Seebund gezwungen. In der Antike lagen auf der Insel vier Städte: Pale, Same, Pronnoi und Krane (Kefalonische Tetrapolis). Kefalonia war eine wichtige Station auf dem Weg von Sizilien und Italien nach Griechenland. Der Geograph Skymnos schreibt von der „Insel der Kephallenier“. Die politische Lage verhinderte eine größere Bedeutung der Insel, die auch zu den Peloponnesischen Kriegen keine Schiffe stellte.
Anfang des 2. Jahrhunderts v. Chr. geriet die Insel unter römische Herrschaft. Sie war ab 59 v. Chr. Verbannungsort für den wegen Teilnahme an der Verschwörung des Catilina und Erpressungen in der von ihm verwalteten Provinz Macedonia angeklagten Gaius Antonius Hybrida, den Schwiegervater des Marcus Antonius. 50 v. Chr. geriet die Insel unter die Herrschaft des Gaius Antonius. Auf der Spitze des Enos befand sich laut Strabo (10,2,16) der Tempel des Jupiter Aenesius. Dieser Name führte offenbar schon früh zu Spekulationen darüber, ob Aeneas sich auf der Insel aufgehalten habe.
Eine neuere Theorie, die sich auf meteorologische, geographische und historische Untersuchungen stützt, identifiziert die in der biblischen Apostelgeschichte erwähnte Insel Melite als Kefalonia (oder eventuell eine Halbinsel davon). Demnach strandete der Apostel Paulus, als er auf dem Weg nach Rom war, entgegen der allgemein verbreiteten Theorie und Tradition, die von der Insel Malta ausgeht, auf Kefalonia. Hierzu gibt es auf der Insel auch eine Tradition, die sich an die Pauluskirche von Pessada knüpft. Die Theorie bringt auch den Schlangenkult in den Kirchen Kefalonias mit der Paulusgeschichte in Verbindung. Kaiser Hadrian schenkte die Insel im 2. Jahrhundert Athen. Bei der Reichsteilung von 395 kam die Insel an das oströmische bzw. byzantinische Reich und war 535 eine von dessen 64 Provinzen.
1085 besetzten Normannen unter Robert Guiscard (der in der Bucht von Porto Atheras starb) die Insel. Der Ort Fiskardo ist heute noch nach ihm benannt. Nach dem vierten Kreuzzug von 1204 wurde sie Venedig zugesprochen.
Unter den Venezianern wurde im 13. Jahrhundert das lateinische Bistum Kefalonia errichtet. 1375 trat die Familie der Tocchi die Nachfolge der Orsini in der Pfalzgrafschaft Kefalonia an. Diese wurde jedoch 1479 von den Osmanen erobert. Am 24. Mai 1500 eroberte eine venezianisch-spanische Flotte unter Admiral Benedetto Pesaro und Gonzalo Fernández de Córdoba y Aguilar erneut die Insel. Nach 21 Jahren osmanischer Herrschaft gelang eine Restauration der Pfalzgrafschaft mit Hilfe der Venezianer. Ein Söldnerheer lieferte sich jedoch weiterhin Schlachten mit den Osmanen, die versuchten, die Insel erneut zu erobern. 1536 wurde der Seefahrer Juan de Fuca auf Kefalonia geboren. 1538 gelang es den Osmanen, 3.000 Menschen in die Sklaverei zu verschleppen. Seit dem späten 16. Jahrhundert entwickelte sich Kefalonia zu einem Druckort venezianischer Bücher, etwa diverser Talmud-Ausgaben, da hier die Zensur viel liberaler war als in der Stadt Venedig. Nach dem Verlust von Kreta wurde Kefalonia ein wichtiger Handelsstützpunkt der venezianischen Flotte.
1797 wurden alle Ionischen Inseln französisch besetzt, es folgte ab 1799 durch den russischen Kaiser Paul I. die Proklamation der Republik der Sieben vereinigten Inseln (die auch den Osmanen tributpflichtig war). Während der Napoleonischen Kriege wurden die Inseln erst von den Franzosen (1806), die hier die kurzlebige Ionische Republik gründeten, später von den Briten (1809/1810) besetzt. Diese wandelten sie 1815 unter dem Namen Vereinigter Staat der Sieben Ionischen Inseln in einen unabhängigen Staat unter britischem Protektorat um. 1823 hielt sich Lord Byron auf der Insel auf und schrieb hier sein Werk Don Juan, bevor er nach Griechenland ging, um am dortigen Unabhängigkeitskrieg teilzunehmen. 1864 kam Kefalonia mit den anderen Ionischen Inseln auf Wunsch der Bevölkerung und nach einer entsprechenden Abstimmung des ionischen Parlaments an Griechenland.
Nach der Eroberung Griechenlands durch italienische und deutsche Truppen im Balkanfeldzug war Kefalonia wie die anderen Ionischen Inseln ab April 1941 durch italienische Truppen besetzt. Nach der Kapitulation Italiens vor den Alliierten Anfang September 1943 besetzten deutsche Gebirgsjäger die Insel und erschossen im Massaker auf Kefalonia zwischen dem 21. und 24. September 1943 zwischen 4.000 und möglicherweise sogar 5.300 italienische Soldaten; es war eines der schwersten deutschen Kriegsverbrechen im Mittelmeerraum. Diese Geschichte wurde im Film Corellis Mandoline (Originaltitel: Captain Corelli’s Mandolin) mit Nicolas Cage und Penélope Cruz festgehalten nach dem gleichnamigen Roman von Louis de Bernières aus dem Jahr 2001.
Kefalonia wurde immer wieder von schweren Erdbeben heimgesucht, darunter auch das Erdbeben von 1867. Das letzte schwere Erdbeben ereignete sich 1953 und richtete große Zerstörungen an; durch Abwanderung infolge des Bebens sank die Einwohnerzahl von 125.000 auf 25.000. Seit 1990 verzeichnet die Insel einen wirtschaftlichen Aufschwung, der sich auch in der gestiegenen Einwohnerzahl widerspiegelt.

## Flora und Fauna

### Orchideen
Folgende Orchideenarten finden sich auf der Insel:
| - Kefalonische Ragwurz (Ophrys cephalonica) - Hufeisen-Ragwurz (Ophrys ferrum-equinum) - Gottfrieds Ragwurz (Ophrys gottfriediana) - Ionischer Zungenstendel (Serapias ionica) | - Armblütiges Knabenkraut (Orchis pauciflora) - Vierpunkt-Knabenkraut (Orchis quadripunctata) - die Hybride zwischen beiden letztgenannten Arten |

### Eberwurzen
Zwischen Lixouri und Mantzavinata ist die Art Carlina lanata zu finden. Sie blüht zwischen Juli und August, ihre Blütenfarbe ist rosa. Bei Argostoli ist die Doldige Golddistel (Carlina corymbosa) zu finden, die im August gelb blüht.

### Fauna
Die Küsten Kefalonias sind Lebensraum der Unechten Karettschildkröte (Caretta caretta). Das Hauptbrutgebiet befindet sich an der Südküste und liegt zwischen den Stränden Katelios, Mounda und Skala und steht seit 1983 unter Schutz. Die Schildkröten halten sich häufig in der Koutavos-Lagune bei Argostoli auf. Auf der Suche nach Futter schwimmen die Tiere jeden Morgen in den Fischerhafen und lassen sich dort gut beobachten.
Eine weitere stark bedrohte Tierart ist die Mittelmeer-Mönchsrobbe (Monachus monachus). Bereits in der Odyssee werden die Robben in der Meeresenge zwischen den Inseln erwähnt. Naturschützer und Fischer engagieren sich für den Schutz des Robbenbestandes. Heute besteht zwar keine Gefahr mehr durch Fischernetze, aber durch Segel- und Motoryachten.

## Sehenswürdigkeiten

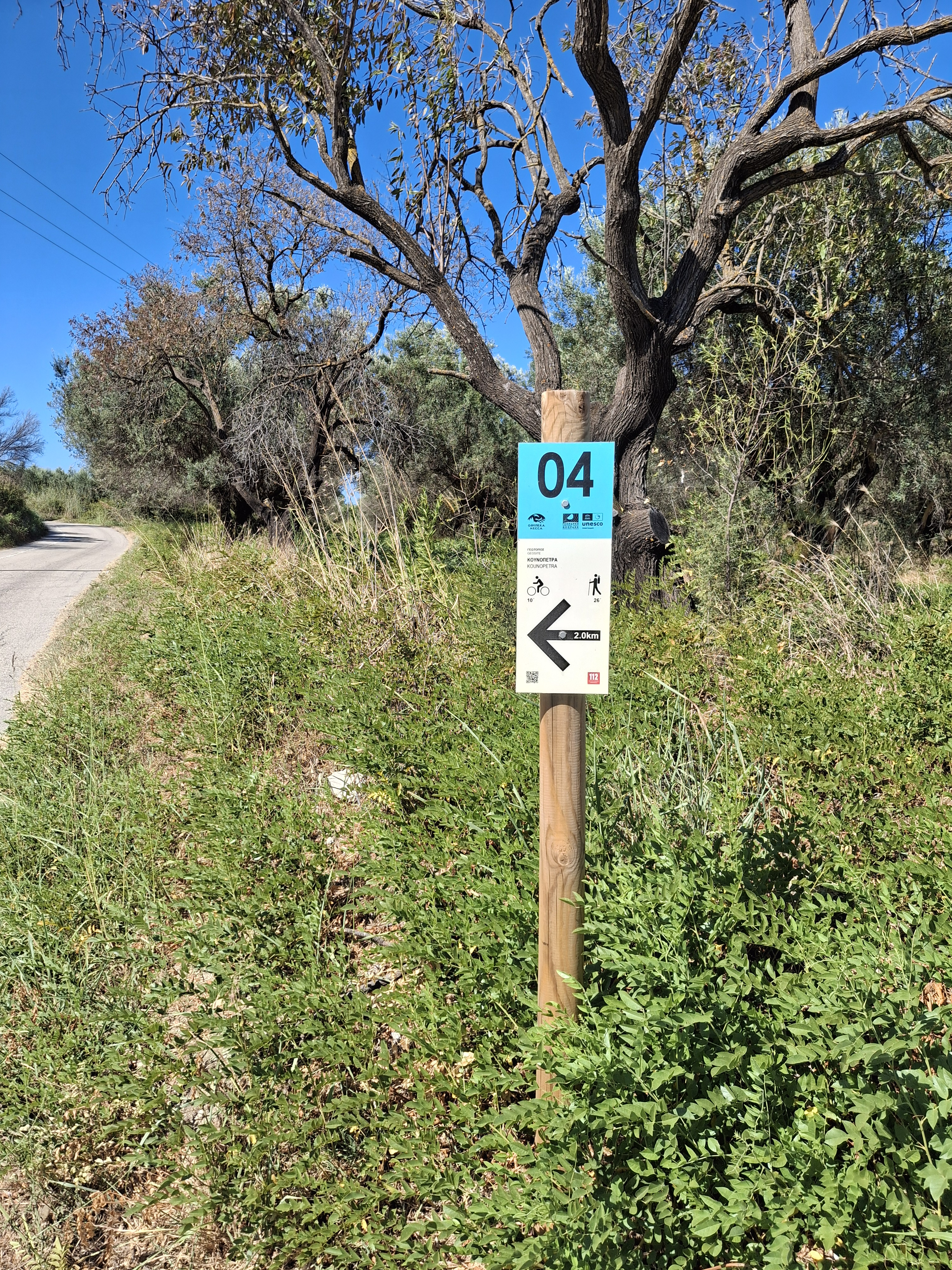
Geopark-Wegweiser zu einer Geosite

Unter den zahlreichen Sehenswürdigkeiten sind 50 als Geosites Bestandteil des Geopark Kefalonia Ithaka, weitere (meist rein von kulturellem Interesse) sind erfasst und erwähnt, aber keine Geosites.

### Strand Xi (Geosite Nr. 3)

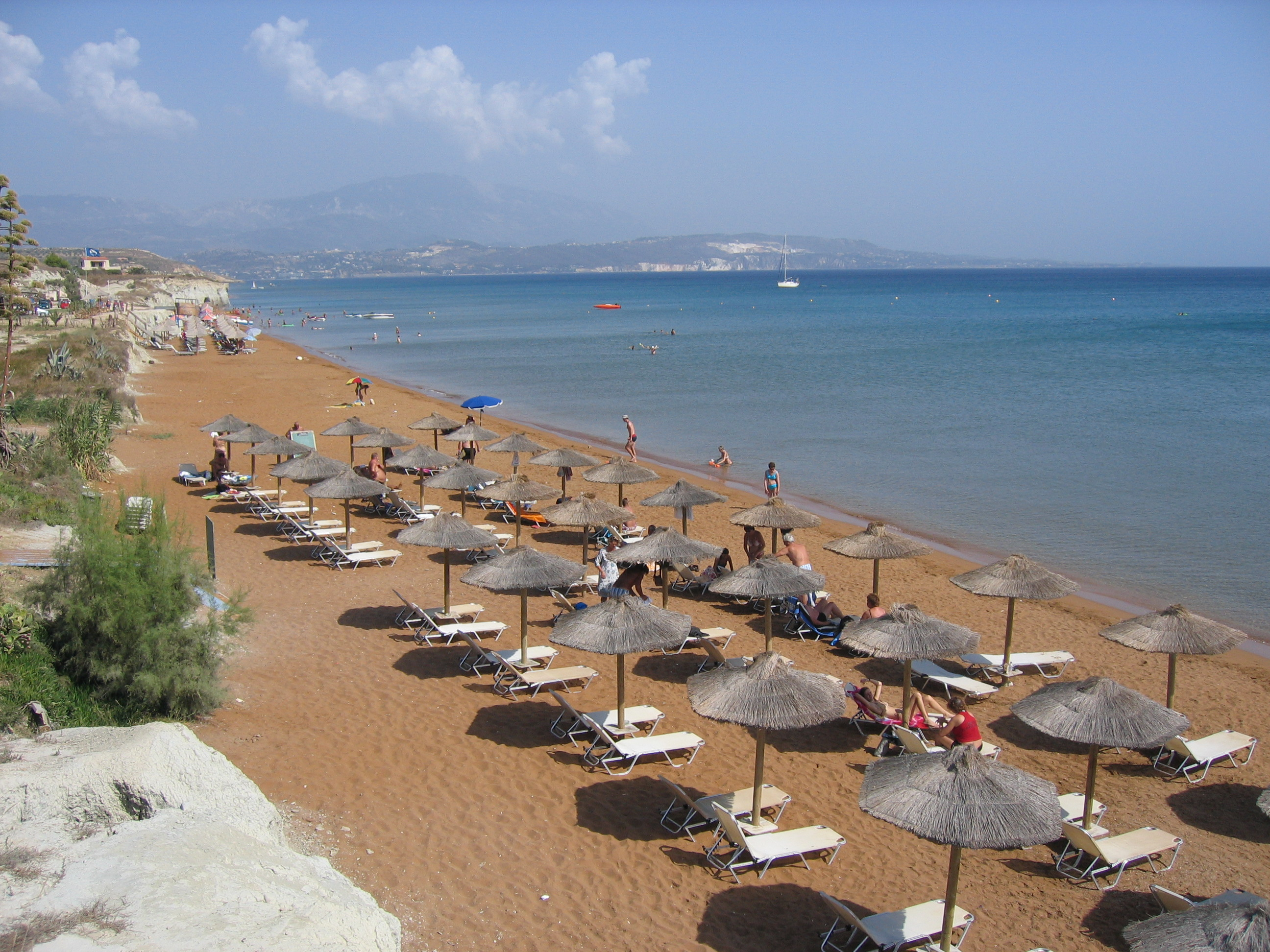
Strand Xi

Der Sandstrand Xi befindet sich an der Ostseite des Kap Kounopetra, einer Halbinsel mit mehreren Buchten an der Südküste bei Lixouri und ist von steilen Tonfelsen begrenzt.

### Melissani (Geosite Nr. 25)

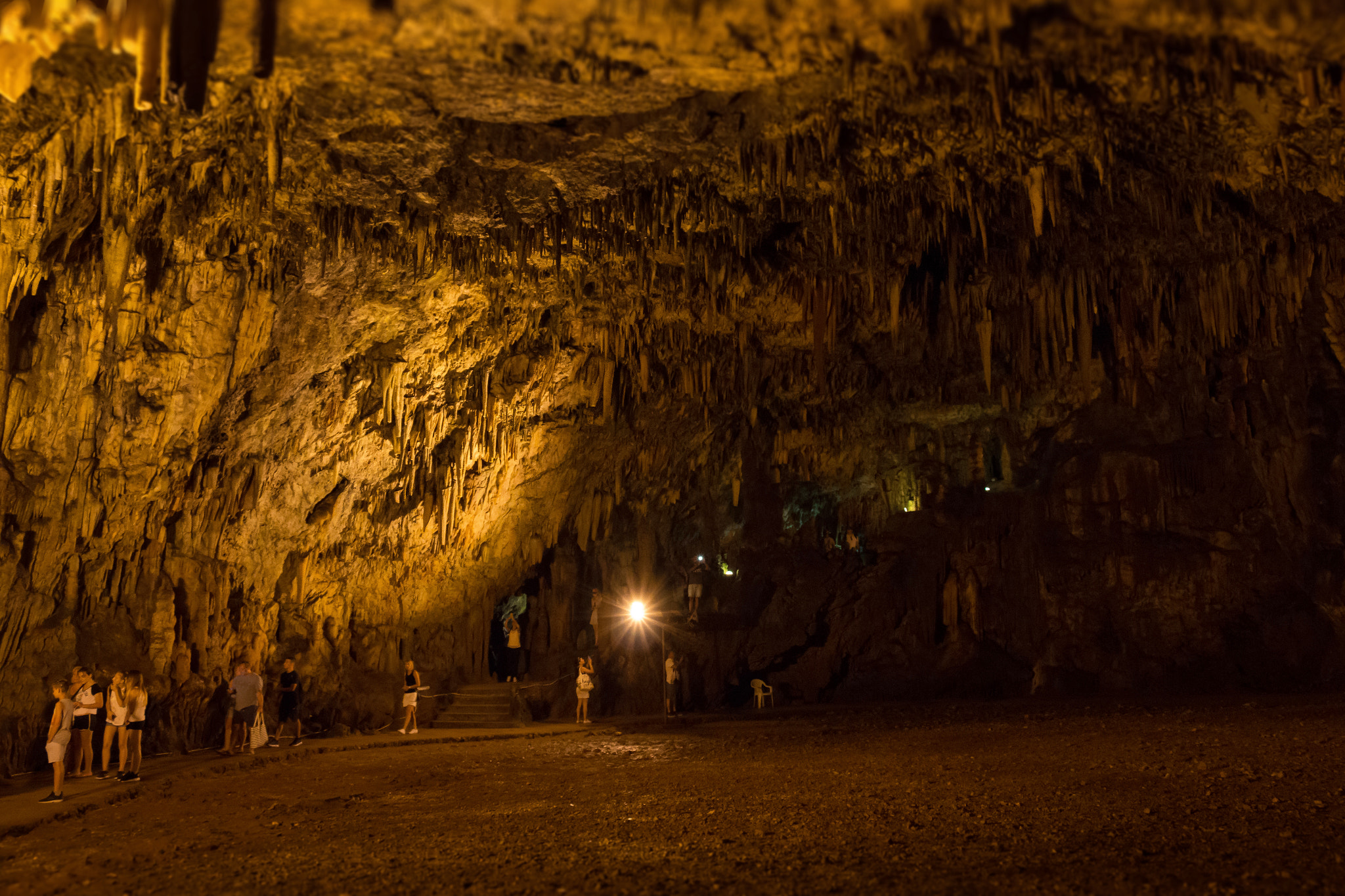
Tropfsteinhöhle Drogarati

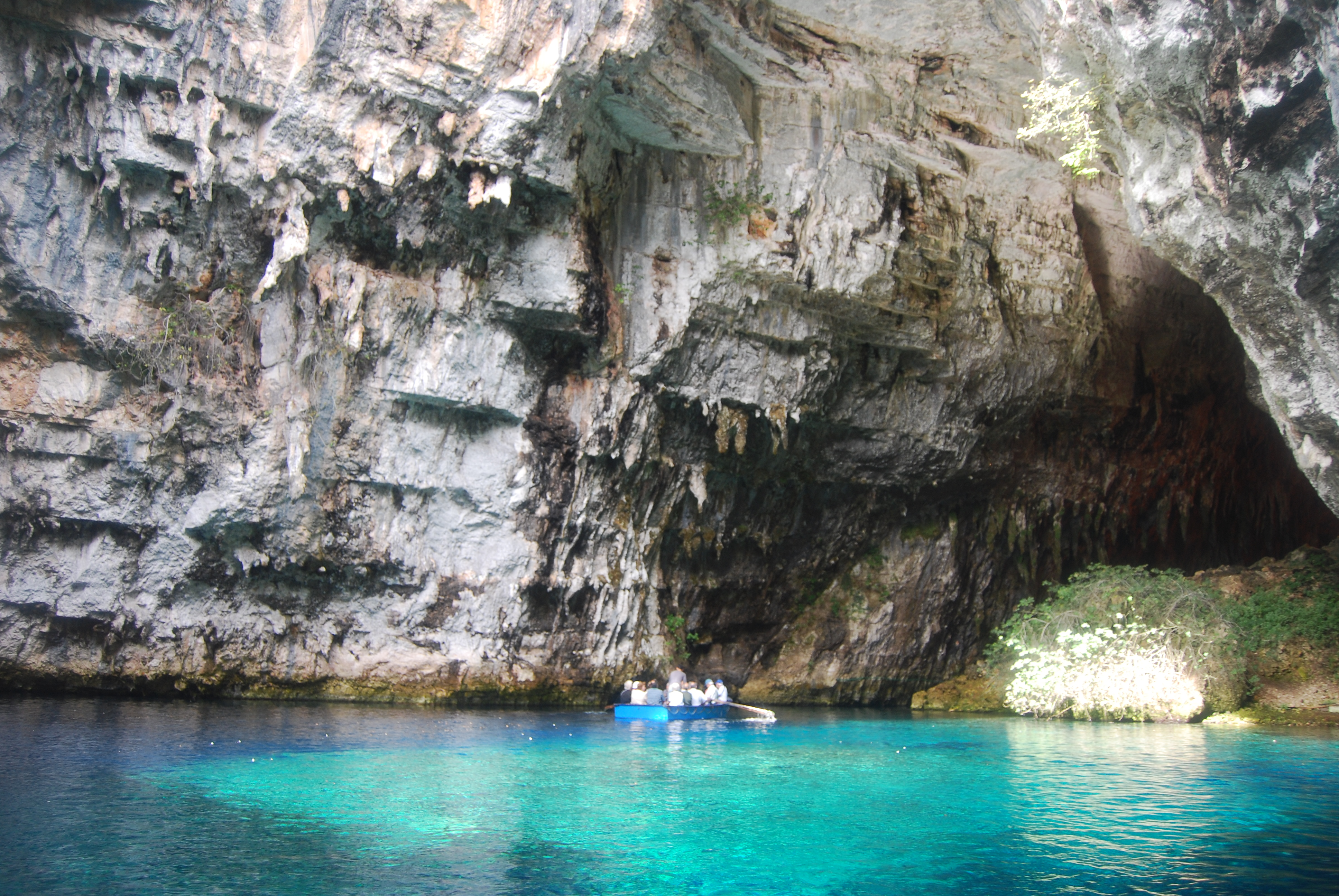
See Melissani

Am 7. Juli 1868 besuchte Heinrich Schliemann die Insel. Er konnte sich davon überzeugen, dass zwei Mühlen mit Wasser angetrieben werden, das vom Meer über Kanäle in Höhlen fließt. Dieses Wasser findet sich 16 Kilometer weiter in einem See der unterirdischen Melissani-Höhle wieder, deren Wasserspiegel sich allerdings über dem Meeresspiegel befindet. Wissenschaftler erklären das Phänomen heutzutage folgendermaßen: Das salzhaltige Meerwasser höherer Dichte vermischt sich demnach in den unterirdischen Hohlräumen mit dort ebenfalls hineinfließendem Oberflächen- und Regenwasser geringerer Dichte zu einem Misch-/Brackwasser mittlerer Dichte, welches dann im Gewichtsgleichgewicht zum salzhaltigen Meerwasser höher steht. Das salzhaltige Triebwasser für die Meerwassermühlen fließt also nur, wenn genügend Regenwasser unterirdisch für Verdünnung sorgt.
Der unterirdische See ist eine der Hauptattraktionen der Insel. In der Antike war der Ort eine Kultstätte des Hirtengottes Pan. Zur Mittagszeit dringt viel Tageslicht in die Grotte. In der Nähe befindet sich die Tropfsteinhöhle Drogarati.

### Strand Myrtos (Geosite Nr. 34)
Der Kieselstrand Myrtos im Norden gilt als der Inbegriff des Traumstrandes aufgrund seiner landschaftlichen Einbettung, jedoch auch gefürchtet für seine Strömungen.

### Berg Aenos (Geosites Nr. 39 und 40)

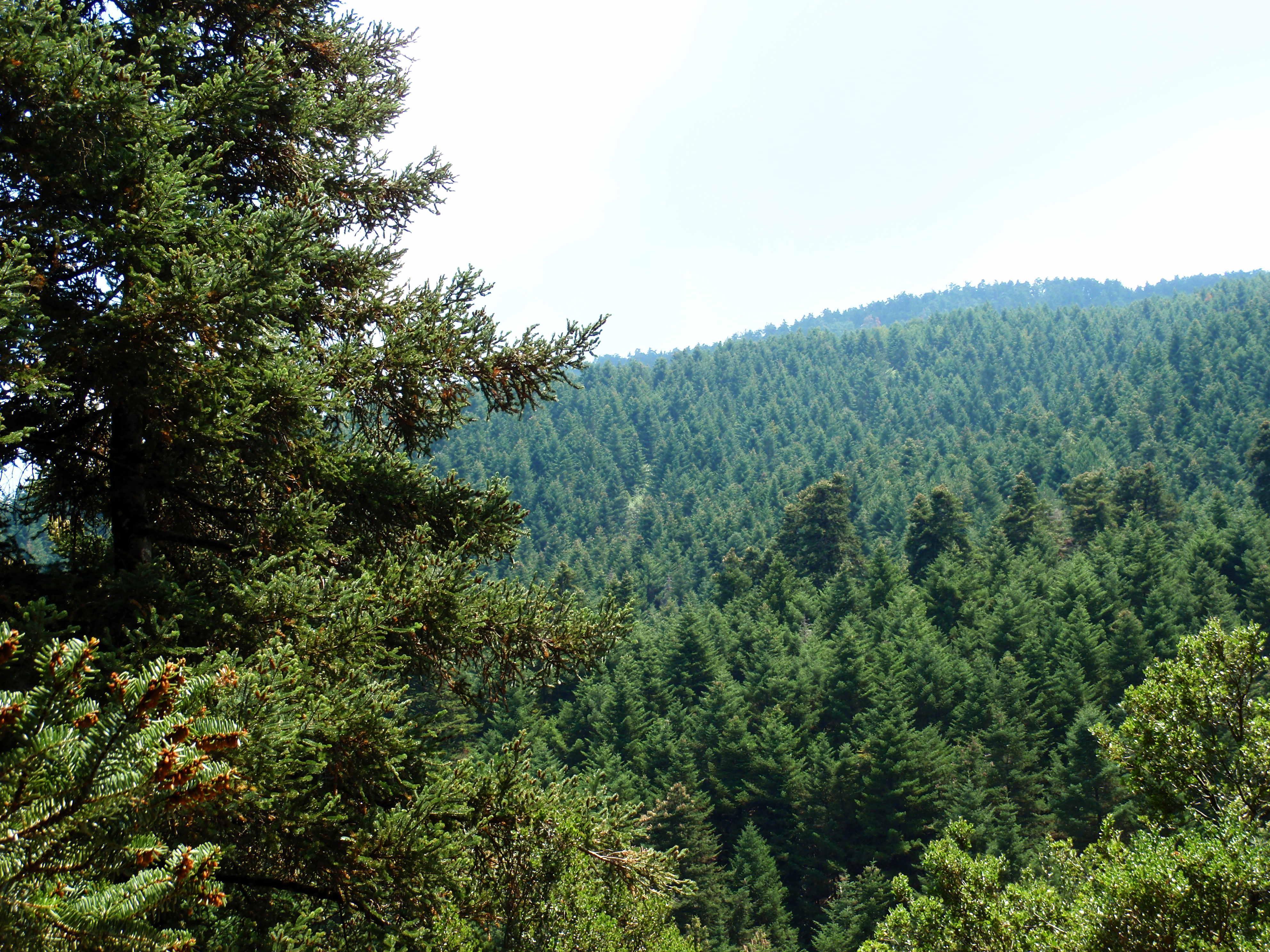
Tannenwald auf dem Berg Enos

Der 1.628 Meter hohe Berg Enos wurde von den Venezianern aufgrund seiner dunklen Farbe Monte Negro genannt. Die Farbe geht auf die Griechische Tanne (Abies cephalonica) zurück, die in den griechischen Gebirgen endemisch ist. Zum ersten Mal taucht sie auf Münzen des 4. Jahrhunderts v. Chr. aus dem antiken Pronnous (bei Poros) auf, später wurde sie von den Venezianern beim Schiffbau geschätzt. 1824 erklärte der Inselgouverneur Charles James Napier die Tannenwälder am Enos zum Naturschutzgebiet und veranlasste ihre Wiederaufforstung. Bekannt für die schwarze Tanne bildet der Berg und der dazugehörige Nationalpark den Mittelpunkt der Insel.

### Weitere Sehenswürdigkeiten

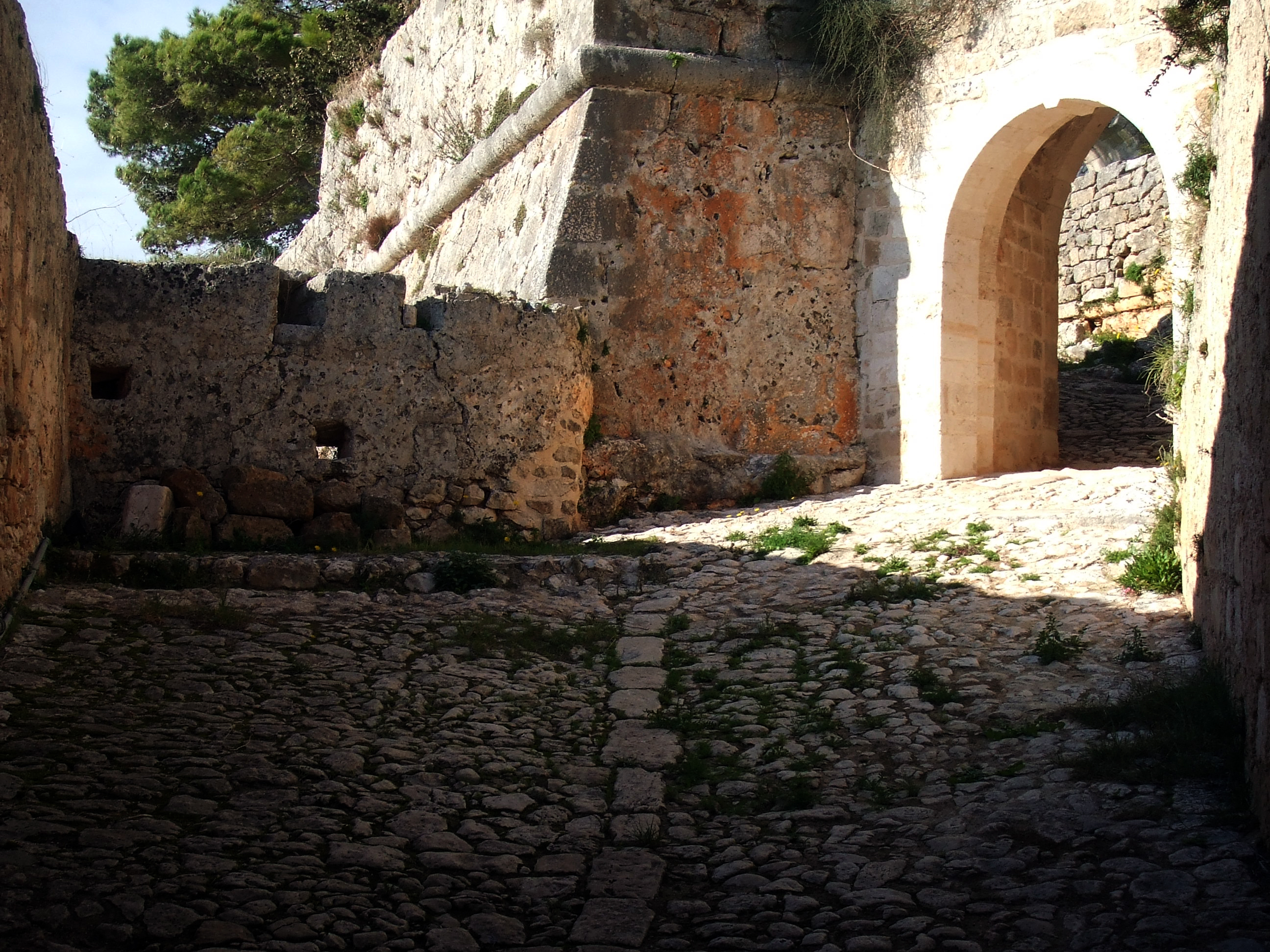
Venezianische Burg Agios Georgios

- Heimatmuseum unter der Korjialenios-Bibliothek in Argostoli
- Naturkundemuseum in Davgata
- Kirchenmuseum des orthodoxen Bistums Kefalonia in Peratata
- Dauerausstellung am Sitz der Focas-Cosmetatos Foundation in Argostoli
- Ehem. Schulgebäude im Stil der klassischen Moderne, errichtet 1933, entworfen von Thukydidis Valentis in Lixouri.
- Mehrere venezianische Burgen und Festungen, beispielsweise Assos und Agios Georgios

## Religion

### Christentum
Zu dem ersten Kontakt mit dem Christentum soll es gekommen sein, als der Apostel Paulus auf seiner Fahrt von Kreta nach Rom im Golf von Argostoli Halt machte. Auf Kefalonia lebte und wirkte im 2. Jahrhundert der Gnostiker Epiphanes, der nach seinem Tod verehrt wurde. Er soll ein Nachfolger bzw. ein Sohn des Karpokrates gewesen sein, dessen historische Existenz allerdings umstritten ist. Er starb mit 17 Jahren und hinterließ das Werk Über die Gerechtigkeit. Seine Anhänger bauten ihm zu Ehren einen Tempel.
Im Dorf Markopoulo existiert ein Marienkult, dem zufolge am 15. August Schlangen auftauchen. Schon während der venezianischen Herrschaft lebten verschiedene Konfessionen auf der als liberal geltenden Insel, wobei die theologische Ausbildung zumeist in Italien erfolgte. Im 13. Jahrhundert wurde das katholische Bistum Kefalonia und von Franz von Assisi das Kloster Sissia gegründet. 1555 kam der spätere Inselheilige Gerasimos (1507–1579) nach Kefalonia und lebte zunächst als Einsiedler in einer Höhle. Sein Leichnam wird im Kloster St. Gerasimos aufbewahrt. 1916 wurde das Bistum Kefalonia in das Erzbistum Korfu eingegliedert. Mit der Auswanderung nach dem Erdbeben von 1953 nahm der Anteil der Katholiken ab, zumal orthodoxe Christen aus anderen Teilen Griechenlands zuwanderten. Die Zahl der verbliebenen Katholiken blieb dann über Jahrzehnte konstant; in den letzten Jahren kamen viele katholische Ausländer wie Polen oder Filipinos hinzu.

### Judentum
Mit dem Fall Kretas (1645–1699) an die Türken kamen Kreter nach Kefalonia, darunter auch eine bedeutende Zahl an Juden. 1823 lebten 130 Juden auf Kefalonia. Lord Byron schrieb während seines Aufenthaltes, dass auf der Insel „kein Unterschied zwischen Griechen und Juden besteht“. Unmittelbar vor dem Holocaust lebten 388 Juden auf der Insel. Im Juni 1944 wurden sie von den Nazis deportiert.

### Kirchen und Klöster
Der Kirchenbau hat sich aufgrund der venezianischen Herrschaft anders als auf dem griechischen Festland entwickelt. Die meisten Kirchen bestehen wie frühchristliche Kirchen aus einem großen Raum mit rechteckigem Grundriss. Ausgemalt sind die Räume mit Fresken. Der Glockenturm mit quadratischem Grundriss steht etwas abseits. Schutzpatron der Insel ist der Heilige Gerassimos, dessen sterbliche Überreste im gleichnamigen Kloster aufbewahrt werden. Ein beliebtes Ausflugsziel ist das Kloster Kipouria.

## Verwaltungsgliederung
Die Insel Kefalonia war nach der Gemeindereform 1997 in acht Gemeinden unterteilt. Diese wurden im Rahmen der Verwaltungsreform 2010 nach dem Grundsatz „jede Insel eine Gemeinde“ zum 1. Januar 2011 fusioniert zur Gemeinde Kefalonia (Δήμος Κεφαλονιάς Dímos Kefaloniás).
Kefalonia war einer von griechenlandweit zwei Fällen, in denen die Fusion nicht glückte. Das Ziel Kosten zu senken, wurde nicht erreicht; gleichzeitig gab es viele Beschwerden über mangelnde Bürgernähe der neuen Verwaltung. Unter großer Zustimmung wurde die Fusion im März 2019 aufgelöst und in Anlehnung an den traditionellen Zuschnitt der ehemals drei Provinzen (επαρχία eparchía) wurde die Insel in drei Großgemeinden gegliedert. Die 1997 gebildeten Gemeinden bestehen als Gemeindebezirke fort.
| Gemeinde  | griechischer Name | Fläche (km²) | Einwohner 2011 | Sitz      | Gemeindebezirke (Δημοτική Ενότητα)      |
| --------- | ----------------- | ------------ | -------------- | --------- | --------------------------------------- |
| Argostoli | Δήμος Αργοστολίου | 378,682      | 23.499         | Argostoli | Argostoli, Elios-Proni, Livathos, Omala |
| Lixouri   | Δήμος Ληξουρίου   | 119,341      | 07.098         | Lixouri   | Paliki                                  |
| Sami      | Δήμος Σάμης       | 288,552      | 05.204         | Sami      | Erisos, Pylaros, Sami                   |
| Gesamt    | Gesamt            | 786,575      | 35.801         |           |                                         |

## Verkehr
Fährverbindungen bestehen zu den Inseln Ithaka, Zakynthos und Lefkada. Letztere ist mit dem Festland über eine Brücke verbunden. Zudem bestehen Fährverbindungen der Reederei Levante Ferries von Sami nach Killini und Patras auf dem Peloponnes. Die KTEL-Genossenschaft betreibt Buslinien nach Patras und Athen, die ebenfalls die Fähre nutzen.
Zwischen den größten Städten der Insel, Argostoli und Lixouri, besteht eine Fährverbindung, die für den Inselverkehr selbst von großer Bedeutung ist. Der Flughafen Kefalonia wird ganzjährig von Athen angeflogen und saisonal europaweit von zahlreichen Chartergesellschaften.
Argostoli und Sami sind durch die Nationalstraße Ethniki Odos 50 verbunden.

## Bildungsstätten

### Fachhochschulen
Die Insel ist ein beliebter Studienort und profitiert vor allem im Winter von der Anwesenheit von Studenten. Die höhere Bildungseinrichtung TEI Ionion Nison unterhält zwei Standorte auf der Insel: in Lixouri bietet sie die Fachbereiche Wirtschaftswissenschaften und Musikinstrumentenbau an, in Argostoli Studien in Meeresbiologie. Darüber hinaus gibt es in Argostoli das Rokos-Vergotis-Konservatorium und die Nationale Marine-Akademie.

## Wirtschaft

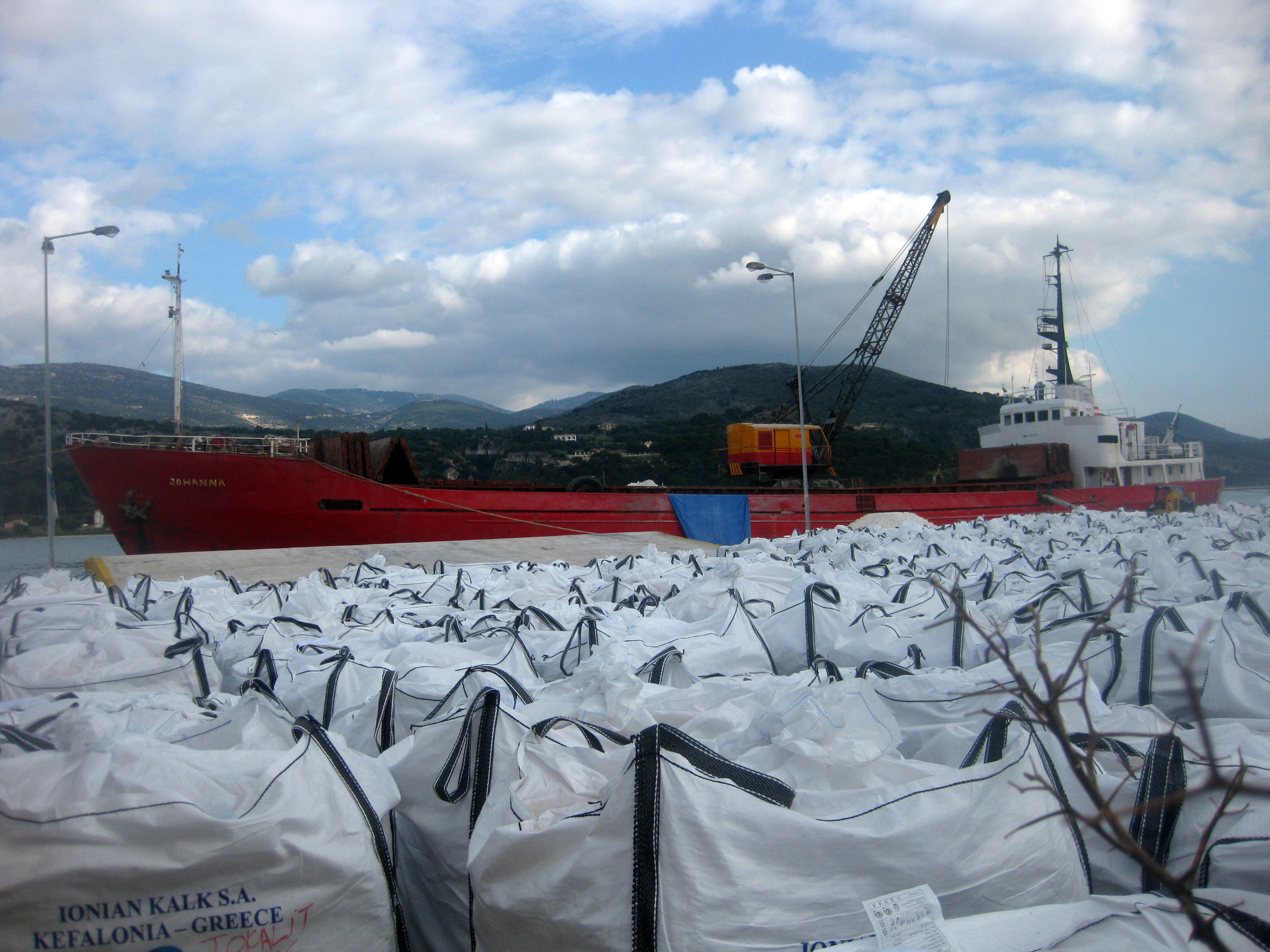
Verladung von Kalk im Hafen von Argostoli

Unter den Venezianern wurde hier der Korinthenanbau gefördert. Bis ins 20. Jahrhundert hinein war dieser neben der Schifffahrt die Haupteinnahmequelle für die Bewohner. 1807 betrug die Korinthenproduktion neun Millionen Pfund. Ebenfalls von Bedeutung war die Ausfuhr von Wein und Bergamotte, teilweise auch Honig; Getreide und Obst wurden nur für den Eigenbedarf kultiviert. Exportiert wurde vor allem nach Frankreich und Italien. 
Im Zweiten Weltkrieg brach der Export ein und erholte sich nicht mehr. In der Gegenwart von Bedeutung ist die Fischzucht, die Insel gehört zu den weltweit bedeutenden Erzeugern von Biofisch.
Seit der Antike wird auf Kefalonia Olivenöl erzeugt, spätestens im 18. Jahrhundert wurde das Olivenöl aus Kefalonia zu einem bedeutenden Exportprodukt der Venezianer, die es als Lebensmittel und als Zutat der Seifenherstellung europaweit vermarkteten. 1848 wurden ca. 70.000 Barili (Fässer zu 68 Liter) exportiert. Das Öl wurde in Deutschland als „Baumöl“ oder „Levantiner Öl“  vermarktet, die Qualität galt bis dahin als schlecht, da es von Kaufleuten mit dem Olivenöl anderer griechischer Inseln und des Festlandes gestreckt wurde, ein Großteil wurde nur noch industriell verwendet. Wenige Jahre später änderte sich komplett die Qualität der Erzeugung und Vermarktung. Im Jahr 1851 war die Ausfuhr auf 16.000 Barili gefallen, dies wird in einem deutschen Kaufmannsverzeichnis mit der Hinwendung zu hochwertigen Speiseölen begründet, und die Qualität als „recht gut“ bezeichnet. Im Jahr 1861 wurden 2797 Barili (Fässer) exportiert, davon 863 nach England, 314 nach Triest und 1620 nach Konstantinopel. Dies fand insofern Erwähnung als dass eigentlich mit über 10.000 gerechnet wurde, es aber zu einer Missernte kam. Versendet wurde das Öl mit Schiffen des Österreichischen Lloyd, die zweimal wöchentlich von Kefalonia nach Triest fuhren.
Die herausragende Rolle als Schifffahrtsnation hat Griechenland den Inseln Andros, Chios und Kefalonia zu verdanken, auf denen nahezu alle griechische Reeder-Familien beheimatet sind. Viele Kefalonier arbeiten daher in der Schifffahrt.
Wie auf allen griechischen Inseln hat auch auf Kefalonia der Tourismus große wirtschaftliche Bedeutung, jedoch in geringerem Umfang, als es möglich wäre. Restriktionen im Bausektor, das Verbot großer Anlagen sowie das Fehlen eines zentralen Ortes machen die Insel für den Massentourismus wenig lukrativ. So schrieb der Focus anno 2001 über die Insel in Anspielung auf Odysseus’ Heimat:

„… schaukelt sich seit Mitte der 90er ein stiller Jet-Set in der Wiege der europäischen Kultur. Madonna, Steven Spielberg, Jack Nicholson, Tom Hanks und Bruce Springsteen lockt nicht nur der rustikale Robola-Wein.“

## Kulinarisches
Die Küche der Ionischen Inseln und somit auch die von Kefalonia ist stark von der venezianischen beeinflusst, darüber hinaus finden sich französische und westeuropäische Einflüsse. Aufgrund der Nachfrage durch Touristen nach griechischen Gerichten und durch kulturellen Austausch jüngeren Datums ist auch die griechische Küche verbreitet. Zudem gibt es einige inseltypische Spezialitäten wie Stockfisi (Trockenfisch oder Stockfisch, einst aus Nordeuropa importiert), Pligouri (ein Fleischeintopf) oder die Riganada, ein wie Fleisch gerösteter und gewürzter Zwieback sowie Tomaten in zahlreichen Variationen, vom Brotaufstrich bis zu paniert und frittiert in der Pfanne. Die Fleischpastete Kreatopita besteht aus verschiedenen Fleischsorten (Rind, Schwein, Ziege), Tomatenmark, Reis und Blätterteig, wobei dieser mit Wein statt mit Wasser zubereitet wird. Sofrito und Bourdeto sind weitere Gerichte. Als Dessert bekannt sind Komfeto, ein weißes Weich-Nougat mit Mandeln, sowie Mandoles, eine Spezialität aus gerösteten Mandeln und Zucker. Orgeat wird Orzata (griech. Soumada) genannt und ist auch in Flaschen erhältlich.

### Wein
Einer Sage nach hat Kephalos, der Sohn des Götterboten Hermes und Namenspatron der Insel, unter Obhut des Weingottes Dionysos den Weinbau nach Kefalonia gebracht. Endemisch ist hier der leichte und fruchtige Weißwein der Rebsorte Robola. Es gilt als wahrscheinlich, dass die Sorte vor rund 400 Jahren aus Italien eingeführt wurde, wo sie jedoch nicht mehr existiert. Als Qualitätswein darf der Robola Kephallinias vermarktet werden. Angebaut wird Robola von den Winzern der Genossenschaft Agios Gerasimos (in der Nähe des gleichnamigen Klosters).

### Olivenöl
Neben Wein gilt das qualitativ hochwertige Olivenöl mit geschützter geografischer Angabe innerhalb der EU als wichtiges Produkt von Kefalonia, obwohl es in vergleichsweise geringen Mengen produziert wird.

### Käse
Kefalonia hat 14 Molkereien, in denen rund 45 Tonnen täglich verarbeitet werden, die von rund 1200 Personen eingereicht werden. Als Griechenland 1994 die geschützte Ursprungsbezeichnung für Feta geografisch definierte, wurde Kefalonia ausgenommen, so dass die in Griechenland sehr beliebte Feta Kefalonias nur als „weißer Käse“ oder „Fasskäse aus Kefalonia“ verkauft werden darf. Nach einer These ist Kefalonia sogar der Ursprungsort der Feta. Weiterhin aus Kefalonia stammt die Hartkäsesorte Kefalotyri, die auch als Saganaki zubereitet wird.

## Rezeption
Den Namen der Insel trugen u. a. die Jugendstil-Vasenserie Cephalonia von Joh. Loetz Witwe und 1882 das Schiff Cephalonia der Cunard Line, des Weiteren die Schriftart Cephalonia von Letterhend.

## Söhne und Töchter der Insel
Siehe auch: Persönlichkeiten der Insel Kefalonia
- Georgios Bonanos (1863–1940), Bildhauer des Historismus
- Juan de Fuca (1536–1602), Seefahrer für Spanien, Entdecker der Juan-de-Fuca-Straße
- Georges Haldas (1917–2010), Schweizer Schriftsteller
- Spiridion Graf von Lusi (1741–1815), Diplomat im Dienst Friedrichs des Großen
- Photinos Panas (1832–1903 Paris), Professor der Augenheilkunde in Paris
- Constantine Phaulkon (1647–1688), Kanzler des Königreichs von Ayutthaya in Thailand
- Nikolaos Platon (1909–1992), Archäologe, Ausgräber des minoischen Palastes von Kato Zakros auf Kreta
- Dionysios Zakythenos (1905–1993), Historiker und Philosoph

### Belletristik
- Albert Cohen: Solal. 1930 (französisch), Eisenbeißer. 1938, Die Schöne des Herren. 1968, Die Tapferen. 1969 (Tetralogie spielt teilweise auf Kefalonia, auf der in den Geschichten die „5 Tapferen“ leben).
- Louis de Bernières: Corellis Mandoline. 1994 (2001 mit Nicolas Cage und Penelope Cruz verfilmt: Corellis Mandoline).